# Bootanelleus ashmeadi
Bootanelleus ashmeadi är en stekelart som först beskrevs av Girault 1915.  Bootanelleus ashmeadi ingår i släktet Bootanelleus och familjen gallglanssteklar. Inga underarter finns listade.